# Résistancialisme
Le résistancialisme est un néologisme créé en 1987 par l'historien français Henry Rousso pour désigner le mythe, développé surtout par les gaullistes et les communistes, selon lequel la Résistance, bien que numériquement minoritaire, représenterait les vraies valeurs de la France contre le régime de Vichy, les racistes et les collaborateurs. 
Plus exactement, l'historien évoque par ce terme un processus organisé selon trois éléments : la marginalisation du régime de Vichy ainsi qu'une dévaluation de l'ampleur de son emprise sur la société ; la construction d'un objet de mémoire (la Résistance) exagérant le rôle des minorités que furent les résistants (objet célébré surtout au sein de groupes idéologiques, gaullistes et communistes) ; la généralisation de la Résistance à l'ensemble de la nation (résistancialisme gaullien).
Le résistancialisme ne doit pas être confondu avec le résistantialisme, terme polémique en usage de la Libération au début des années 1960.

## Résistantialisme et résistancialisme
Le mot « résistantialisme », avec un t, apparaît pour la première fois en 1945, sous la plume de Pierre Hervé et de Robert Kemp. En 1948, il figure dans le titre d’un pamphlet de l’abbé Jean-Marie Desgranges, ancien résistant, qui y dénonce « l’exploitation d’une épopée sublime par le gang tripartite à direction communiste », et d’un roman de Georges Bonnamy, lui aussi ancien résistant. Le concept correspond à une critique des crimes et exactions commis au nom de la Résistance à la fin de la Seconde Guerre mondiale, et non pas de la Résistance elle-même. 
À partir de 1951, le mot « résistantialisme » est utilisé dans les milieux issus du vichysme pour dénoncer l'exploitation de ce que fut la Résistance par des partis politiques, mais aussi parfois pour dénigrer la Résistance elle-même, tout en restant employé par des auteurs favorables à la Résistance, comme Simone de Beauvoir, Jean Texcier ou Henri Michel.

## Après la guerre
La notion de « mythe résistancialiste » a été utilisée en 1947 pour contrer l’activisme mémoriel communiste à l'œuvre depuis 1944 (le mythe du « parti des 75 000 fusillés » pour accaparer tous les lauriers, alors qu'il n'y a eu, en réalité, « que » quelques milliers de communistes exécutés) et ainsi mettre en avant une mémoire patriote plus à droite dans un contexte de début de Guerre froide.
Selon Pierre Laborie, « la référence de Rousso au résistancialisme renvoie aux reconstructions mémorielles qui auraient installé une vision rassurante des années noires : minoration de l'emprise de Vichy sur la société et vision complaisante de la résistance assimilée à la nation alors qu'elle n'était qu'un phénomène minoritaire », en raison des dangers très importants courus par les résistants, même lorsqu'ils disposaient des rudiments d'armes et de formation nécessaires aux actions ciblées qu'ils décidaient de mettre en œuvre.

Le mythe résistancialiste prend son origine dans le discours de Charles de Gaulle à la Mairie de Paris, le 25 août 1944 : 

« Paris ! Paris outragé ! Paris brisé ! Paris martyrisé ! Mais Paris libéré ! Libéré par lui-même, libéré par son peuple avec le concours des armées de la France, avec l'appui et le concours de la France tout entière, de la France qui se bat, de la seule France, de la vraie France, de la France éternelle. »

### La situation
À la fin de la guerre, la France, bien qu'ayant perdu la guerre en France métropolitaine contre l'Allemagne en un mois et demi, fait partie des nations vainqueurs. La création du GPRF par De Gaulle, qui rassemble les tendances politiques qui ont participé à la Résistance (principalement les gaullistes et les communistes), ainsi que la honte dans la société française de la promiscuité avec l'occupant nazi (qui a engendré une violente vague d'épuration qui a suivi la Libération, environ neuf mille morts) contribuent à instaurer progressivement le mythe résistancialiste. Il s'agissait de séparer l'image de la France du régime de Vichy, un régime sans valeur légale dirigé par seulement quelques traîtres à la patrie.

### Une mémoire sélective…
L'idée du mythe résistancialiste se développe donc en France et connaît son apogée lors du retour de De Gaulle au pouvoir (dans la mentalité collective, le retour de De Gaulle, c'est la restauration de la France résistante). Plusieurs actions vont dans ce sens. Le 18 juin 1946, de Gaulle inaugure le Mémorial de la France combattante. Le 19 décembre 1964, les cendres de Jean Moulin, célèbre résistant, sont transférées au Panthéon. Au cinéma, René Clément produit, en 1946, un film qui a beaucoup de succès : La Bataille du rail et qui retrace la résistance des cheminots français pendant la Seconde Guerre mondiale et les efforts de ces derniers (sabotage) pour perturber la circulation des trains pendant l'occupation nazie.
La censure du pouvoir gaulliste est forte pour contrer les discours et les œuvres trop polémiques sur la Collaboration (exemple : le film Les Honneurs de la guerre (Jean Dewever, 1962) est raccourci pour reléguer la place de la Milice de Vichy au second plan). De la fin des années 1940 aux années 1960, le résistant a tellement une place centrale dans l'appréhension de l'Occupation que les questions délicates de la Shoah, des prisonniers de guerre et du STO sont ostracisées dans la mémoire collective (il faudra attendre le militantisme du couple Klarsfeld à partir des années 1970 pour que les tabous qui entourent la Shoah commencent à tomber).

### Qui évolue et reconnaît la collaboration…
Si quelques voix ont cherché à se faire entendre dans la déconstruction du mythe résistancialiste dans l'après-guerre, par exemple avec les témoignages de Juifs persécutés, ou encore à travers le film Nuit et Brouillard, c'est au-début des années 1970, après la mort de De Gaulle, que le mythe résistancialiste commence à s'effondrer, même si la présidence de Georges Pompidou (qui veut mettre un voile sur cette époque où « les Français ne s'aimaient pas ») est marquée par la prééminence du tabou. La publication de La France de Vichy par Robert Paxton, en 1973, provoque un choc dans l'opinion et la diffusion, en 1971, du film Le Chagrin et la Pitié de Marcel Ophüls contribue à relancer le débat.

### Et remet la résistance à sa place
Si les premiers films sur la Résistance, après la Seconde Guerre mondiale, avaient appuyé son caractère héroïque et ses actes de bravoure, le film L'Armée des ombres (réalisé par le résistant Jean-Pierre Melville, 1969) montre la Résistance sous un jour beaucoup plus sombre : la Résistance est une organisation souterraine et interlope. La Seconde Guerre mondiale est une sale guerre, tant du côté allemand, qui s'amuse à torturer vicieusement les résistants capturés avant de les exécuter, que du côté de la Résistance, qui n'hésite pas à commettre des actes peu scrupuleux comme l'assassinat de sang-froid d'une femme pour éviter qu'elle ne parle aux autorités allemandes (« Vous dans cette voiture de tueurs… Il n'y a vraiment plus rien de sacré dans ce monde » dit le personnage de Lino Ventura). L'Armée des ombres est aujourd'hui considéré comme un chef-d'œuvre historique, mais le film a reçu un accueil mitigé lors de sa sortie.
D'autres films, dans les années 1970, viennent mettre à mal l'aura de la Résistance, comme le film Lacombe Lucien (Louis Malle, 1974) qui fait scandale lors de sa sortie : dans une société française où la Collaboration est généralisée, même aux dernières heures de l'Occupation, le film montre la Résistance comme une organisation sans grand dynamisme. Les résistants sont des personnages isolés, peu sympathiques, sans grande conscience politique et qui échouent, comme Lacombe Lucien, un gamin qui finit par retourner sa veste et rejoindre la Gestapo par rancune personnelle (la Résistance l'ayant refusé dans ses rangs, jugé trop jeune).
Alors que la polémique sur la torture pendant la guerre d'Algérie se juxtapose à la déconstruction du mythe résistancialiste, les films sur la résistance à partir des années 1970 s'intéressent tout particulièrement à la pratique de la torture par la Gestapo pour montrer la bravoure des résistants : si les résistants, bien trop peu pour représenter une réelle menace pour l'occupant allemand, n'ont pu qu'accomplir des actes limités et généralement peu spectaculaires lors de l'Occupation, ils ont néanmoins pu montrer l'étendue de leur bravoure après avoir été attrapés. Ils se taisent alors et restent dévoués à leur cause jusqu'au bout, comme Jean Moulin ou Pierre Brossolette, en dépit des châtiments physiques qu'ils peuvent subir. Du résistant héros, le résistant dans les œuvres culturelles passe progressivement à la figure du résistant martyr.

### Une mémoire apaisée (depuis les années 1990)
Les procès des derniers dignitaires nazis et collaborateurs (comme Klaus Barbie ou Paul Touvier), ainsi que la loi mémorielle Gayssot (qui vient pénaliser le négationnisme), montrent la volonté de la société française de tirer un trait définitif sur les susceptibilités qui entourent cette chose peu reluisante qu'a été la Collaboration. Ainsi, la Collaboration française est désormais reconnue et on peut estimer que la multiplication des œuvres, notamment de films autour de ce sujet (La Rafle…), est une sorte de reconnaissance par le public. En 1995, dans son discours commémorant le 53e anniversaire de la Rafle du Vélodrome d'Hiver, le Président de la République Jacques Chirac reconnaît la responsabilité de l'État français dans la déportation des Juifs de France et, lorsqu'il parle de « ces Français, ces Justes parmi les nations », reconnaît tacitement que la résistance n'était pas la norme sous l'Occupation.